# Jerzy Romaniuk
Jerzy Romaniuk (ur. 26 marca 1943 r. w Skierniewicach) − polski profesor, pianista i pedagog.
Edukację muzyczną rozpoczął w Liceum Muzycznym w Łodzi w klasie Zygmunta Jeśmana. Następnie w latach 1963-68 studiował pod kierunkiem Zbigniewa Drzewieckiego w Państwowej Wyższej Szkole Muzycznej w Warszawie (obecnie Uniwersytet Muzyczny Fryderyka Chopina, uprzednio Akademia Muzyczna im. F. Chopina). Studia kontynuował, doskonaląc swój warsztat pianistyczny, u Jakowa Zaka i Eliso Wirsaładze w Moskiewskim Konserwatorium (1969-70).
Po powrocie do Polski, w 1971 roku, podjął działalność dydaktyczną w Państwowej Wyższej Szkole Muzycznej w Warszawie. Prowadził liczne kursy mistrzowskie w kraju i za granicą. W roku 1996 uzyskał tytuł profesora. Za pracę dydaktyczną był wielokrotnie nagradzany przez rektora Akademii Muzycznej im. F. Chopina w Warszawie oraz ministra kultury i sztuki.
Jerzy Romaniuk prowadzi intensywną działalność koncertową w kraju i za granicą. Jego debiut estradowy odbył się zaledwie w kilka miesięcy po ukończeniu studiów w Warszawie na scenie Filharmonii Narodowej, grał wówczas Koncert fortepianowy d-moll Johannesa Brahmsa. Studiując w Moskiewskim Konserwatorium, wystąpił z wieloma koncertami i recitalami w Związku Radzieckim. Równolegle z pracą dydaktyczną występuje na estradach krajowych: koncerty filharmoniczne, recitale (m.in. chopinowskie w Warszawie i Żelazowej Woli), udział w festiwalach (m.in. w Warszawie i Słupsku). Odbył liczne tournée za granicą, między innymi: w Anglii, Austrii, Belgii, Chinach, Czechach, Danii, w Emiratach Arabskich, we Francji, w dawnej Jugosławii, na Kubie, w Niemczech, Węgrzech, Włoszech, Wielkiej Brytanii. W swoim bogatym repertuarze ma utwory najznamienitszych twórców: Bacha, Beethovena, Brahmsa, Chopina, Debussy'ego, Gershwina, Haydna, Liszta, Rachmaninowa, Scarlattiego, Schuberta, Szymanowskiego i wielu innych.
Swój repertuar koncertowy utrwala w nagraniach archiwalnych i na płytach, współpracując z wieloma firmami fonograficznymi, między innymi z BBC w Londynie, z Radio Hilversum i July-Records w Holandii, w kraju – z radiem i telewizją polską. Od roku 1991 stale nagrywa w zespole fonograficznym „DUX”.